# Iouri Ouchakov
Iouri Viktorovitch Ouchakov (Юрий Викторович Ушаков), né le 13 mars 1947 à Moscou (URSS), est un diplomate et haut fonctionnaire russe qui depuis mai 2012 est conseiller du président de la fédération de Russie dans les affaires diplomatiques.
Il a occupé les postes de chef adjoint de l'appareil du gouvernement de la fédération de Russie en 2008-2012, d'ambassadeur de la Russie aux États-Unis en 1998-2008, de vice-ministre des Affaires étrangères de Russie en 1998-1999, de représentant permanent de la fédération de Russie auprès de l'OSCE en 1996-1998. Il est candidat au doctorat en histoire. Il parle couramment anglais et danois.
Il a le grade civil de conseiller d'État effectif de la fédération de Russie de 1re classe.

## Biographie
Ouchakov est diplômé en 1970 de l'Institut d'État des relations internationales de Moscou et entre au ministère des Affaires étrangères d'URSS. Il est envoyé la même année à l'ambassade d'URSS à Copenhague. De retour à Moscou, il travaille au département des pays scandinaves au secrétariat général du ministère des Affaires étrangères d'URSS. Il suit ensuite des cours à l'Académie diplomatique et défend une thèse sur la politique étrangère des pays du nord de l'Europe. De 1986 à 1992, il est conseiller d'ambassade au Danemark, de 1992 à 1996 il est directeur du département de la coopération européenne du ministère des Affaires étrangères de la fédération de Russie. Il est responsable de la coopération avec l'OSCE, l'UE, l'OTAN, le CCNA, l'UEO, le Conseil de l'Europe et d'organisations européennes régionales. Du 13 mai 1996 au 6 janvier 1998, Iouri Ouchakov est représentant permanent de la fédération de Russie auprès de l'OSCE à Vienne,. Du 28 janvier 1998 au 2 mars 1999, il est vice-ministre des Affaires étrangères,. Il s'occupe de questions de relations avec l'ONU, de questions juridiques et humanitaires. 
Du 16 décembre 1998 au 31 mai 2008, Iouri Ouchakov est ambassadeur extraordinaire et plénipotentiaire aux États-Unis et observateur permanent à l'Organisation des États américains,. Sergueï Kisliak lui succède.
Le 31 mai 2008, il est nommé chef adjoint de l'appareil du gouvernement de la fédération de Russie.
Depuis le 22 mai 2012, il est conseiller du président de la fédération de Russie sur les questions d'Affaires étrangères. Il a fait partie de la délégation russe au sommet de Genève entre Vladimir Poutine et Joseph Biden, le 16 juin 2021.
D'après les journalistes étrangers, ou russes, il a eu pendant quinze ans un conseiller, Oleg Smolenkov, qui a espionné au profit des États-Unis, leur donnant pendant toutes ces années des informations sur les structures de pouvoir en Russie,.

## Famille
Il est marié et père d'une fille.

## Rang diplomatique
- Envoyé extraordinaire et plénipotentiaire de 1re classe (18 mars 1992)[14]
- Ambassadeur extraordinaire et plénipotentiaire (10 novembre 1995)[15]